# Clan Taira

La papallona Kamon del Clan Taira és anomenada Ageha-cho (揚羽蝶) en japonès.

Els Taira foren una família de prínceps del Japó que va destacar principalment per les seves lluites amb el clan Minamoto el segle xii.
El fundador fou el fill de l'Emperador Kwammu, anomenat Katsurabara, que va morir el 853. El seu fill Takamune (mort el 867) va rebre el nom familiar de Taira.
Taira Kunika, fou governador de Hitachi, i va morir assassinat el 935 per ordre del seu nebot Masakado, i el va succeir com a cap familiar el seu fill Taira Sakamori, que va lluitar contra Masakado aliat al seu oncle Taira Yoshikane, però fou derrotat, però més tard, aliat a Fujiwara Hidesato, va donar mort a Masakado el 940; ell mateix va morir el 940 després de la victòria.
Un membre de la família, Taira Sadayoshi, en les lluites del segle xii, va derrotar el 1180 a Kikuchi Takanao, aliat de Yoritomo, i més tard va combatre aliat amb Munemori, un dels Taira. Quan els Taira van caure en desgràcia es va retirar de la vida publica amb l'ajuda de Utsinomiya.
Taira Kiyamori, d'una branca col·lateral, potser fill bastard de l'emperador Shirakawa, nascut el 1118, fou governador de la província de Aki. A la guerra de Hogen va combatre amb l'emperador Go Shirakawa, mentre que els seus oncles Tadamoto i Minamoto Tameyoshi es decantaven per Sotoku. La derrota dels darrers va col·locar a Kiyamori en posició privilegiada, però es va enfrontar a Yoshitomo, que, aliat amb Fujiwara Hobuyori, va capturar a l'emperador. Kiyamori el va alliberar i va derrotar els rebels, i va aconseguir tot el poder. El 1171 la seva jove filla Tokuko es va casar am el nou emperador Takakura de només 11 anys, i van tenir un fill que va ser declarat hereu, i el 1180 va fer abdicar a Takakura i va proclamar emperador a l'infant de només 2 anys, sota el nom de Antoku. Això va produir revoltes generals. El fill de Go Shirakawa, Moshihito, va morir en combat, però molts altres van seguir combatent. Kitamori va morir el 1181 en plena guerra.
Com que el seu fill gran Shigemori, els més valuós de tots els fills, havia mort el 1179 va ser nomenat cap de la família el segon fill Munemori, que va perdre combat rere combat. El 1184, després de la batalla naval de Shimonoseki contra els Minamoto, que aquestos van guanyar, la viuda de Kiyamori va fer constar que Munemori no era fill seu i de Kiyamori, sinó que havia estat canviat per una filla. La viuda, el seu fill Tomomori i el net Antoku es van suïcidar. Norimori, germà de Kiyamori, també es va suïcidar poc després.